# Вікентіос Дамодос
Вікентіос Дамодос (грец. Βικέντιος Δαμοδός, 1700—1752), також Вінченцо Дамодо (італ. Vincenzo Damodo) — грецький педагог, філософ, предтеча Новогрецького Просвітництва.

## Біографічні відомості
Вікентіос Дамодос народився у Хавріаті на півострові Палікі, острів Кефалонія. Походив із аристократичної сім'ї Франциска дамодоса (Francesco Damodon). Мати Філандрія була дочкою священника.
1713 року він вирушив до Венеції щоб навчатися у Школі Флангініано грецької громади. Згодом продовжив навчання в університеті Падуї, вивчав право. 1723 року, після закінчення навчання, переїхав назад на Кефалонію і викладав у приватній вищій школі теології і філософії. За кілька років школа стала однією з найзначніших на Іонічних островах, сюди стікались студенти з усієї Греції. Ймовірно, тут же певний час навчався й Євгеній Булгаріс. У програмі навчання, розробленій Вікентіосом Дамодосом, в циклі філософських тем, викладалося у тому числі богослов'я, риторика та етика.

## Основні роботи
- Επίτομος Λογική κατ’ Αριστοτέλην, Βενετία, 1759
- Τέχνη Ρητορική, Βενετία, 1759
- Πράξις κατά συντομίαν εις τας ρητορικάς ερμηνείας, Πέστη, 1815
- Σύνοψις Ηθικής Φιλοσοφίας, Αθήνα, 1940
- Σύντομος ιδέα της Λογικής κατά την μέθοδον των νεοτέρων, Αθήνα, 1978
- Συνταγματικόν Θεολογικόν, Αθήνα, 1980
- Φυσιολογία αιτιολογική εις την κοινήν διάλεκτον σχολαστική, Αριστοτελική και νεωτερική
- Μεταφυσική, ήτοι πρώτη φιλοσοφία και φυσική θεολογία
- Λογική ελάσσων και μείζων περιπατητική και νεωτερική